# 2. Deutsche Volleyball-Bundesliga 1986/87 (Frauen)
Die Saison 1986/87 der 2. Volleyball-Bundesliga der Frauen war die elfte Ausgabe dieses Wettbewerbs.

## 2. Bundesliga Nord
Meister wurde der SC Langenhorn, der auf den Aufstieg in die 1. Bundesliga verzichtete. Dafür stieg der Zweitplatzierte Post SV Köln auf. Absteigen mussten der 1. VC Schwerte II und der SV Münster 91.

### Mannschaften
In dieser Saison spielten folgende zehn Mannschaften in der 2. Bundesliga Nord der Frauen:
- VC DJK Essen
- Hamburger SV
- SV Münster 91
- VG Alstertal-Harksheide
- SW Elmschenhagen
- TV Hörde
- Post SV Köln
- SC Langenhorn
- 1. VC Schwerte II
- Troisdorfer TV

Absteiger aus der 1. Bundesliga gab es keine. Aus der Regionalliga stiegen der Hamburger SV und SW Elmschenhagen (Nord) sowie der Troisdorfer TV, der 1. VC Schwerte II und der SV Münster 91 (West) auf. TuRa Harksheide fusionierte mit TuS Alstertal und trat als VG Alstertal-Harksheide an.

### Tabelle
|                         | Verein               | Spiele | Punkte  | Sätze   |
| ----------------------- | -------------------- | ------ | ------- | ------- |
| 1.                      | Langenhorn           | 18     | 28 : 8  | 47 : 24 |
| 2.                      | Köln                 | 18     | 22 : 14 | 38 : 28 |
| 3.                      | Hamburg (N)          | 18     | 22 : 14 | 42 : 32 |
| 4.                      | Hörde                | 18     | 22 : 14 | 42 : 33 |
| 5.                      | Essen                | 18     | 20 : 16 | 38 : 35 |
| 6.                      | Elmschenhagen (N)    | 18     | 18 : 18 | 36 : 36 |
| 7.                      | Troisdorf (N)        | 18     | 16 : 20 | 37 : 38 |
| 8.                      | Alstertal-Harksheide | 18     | 16 : 20 | 35 : 39 |
| 9.                      | Schwerte II (N)      | 18     | 14 : 22 | 32 : 44 |
| 10.                     | Münster (N)          | 18     | 2 : 34  | 14 : 52 |
| Stand: Abschlusstabelle |                      |        |         |         |

|     | Aufsteiger in die Bundesliga    |
|     | Absteiger in die Regionalliga   |
| (A) | Absteiger aus der 1. Bundesliga |
| (N) | Aufsteiger aus der Regionalliga |

## 2. Bundesliga Süd
Meister und Aufsteiger in die 1. Bundesliga wurde der TSV Ottobrunn. In die Regionalliga absteigen mussten die TSG Mainz-Bretzenheim und Saar 05 Saarbrücken. Der ESV Neuaubing zog sich zurück.

### Mannschaften
In dieser Saison spielten folgende zehn Mannschaften in der 2. Bundesliga Süd der Frauen:
- TuS Ahrweiler
- SV Ettlingen
- TSG Mainz-Bretzenheim
- ESV Neuaubing
- TSV Ottobrunn
- Saar 05 Saarbrücken
- TSV Schmiden
- TuS Stuttgart
- TSG Tübingen
- 1. VC Wiesbaden

Absteiger aus der 1. Bundesliga waren TuS Stuttgart und SV Ettlingen. Aufsteiger aus der Regionalliga waren die TSG Mainz-Bretzenheim (Südwest) und der TSV Ottobrunn (Süd).

### Tabelle
|                         | Verein                | Spiele | Punkte | Sätze |
| ----------------------- | --------------------- | ------ | ------ | ----- |
| 1.                      | Ottobrunn (N)         | 18     | 34:2   | 52:8  |
| 2.                      | Ettlingen (A)         | 18     | 28:8   | 48:26 |
| 3.                      | Wiesbaden             | 18     | 20:16  | 41:31 |
| 4.                      | Schmiden              | 18     | 20:16  | 39:31 |
| 5.                      | Stuttgart (A)         | 18     | 20:16  | 34:29 |
| 6.                      | Ahrweiler             | 18     | 18:18  | 36:36 |
| 7.                      | Tübingen              | 18     | 18:18  | 33:34 |
| 8.                      | Neuaubing             | 18     | 16:20  | 34:38 |
| 9.                      | Mainz-Bretzenheim (N) | 18     | 6:30   | 16:49 |
| 10.                     | Saarbrücken           | 18     | 0:36   | 3:54  |
| Stand: Abschlusstabelle |                       |        |        |       |

|     | Aufsteiger in die Bundesliga               |
|     | Absteiger in die Regionalliga bzw. Rückzug |
| (A) | Absteiger aus der 1. Bundesliga            |
| (N) | Aufsteiger aus der Regionalliga            |